# Pedro Franco
Pedro Camilo Franco Ulloa (* 23. April 1991 in Bogotá) ist ein kolumbianischer Fußballspieler.

## Karriere

### Verein
Franco startete seine Profikarriere 2009 bei Millonarios FC. Zur Saison 2013/14 wechselte er in die türkische Süper Lig zu Beşiktaş Istanbul. Für die Rückrunde der Saison 2015/16 verlieh ihn sein Verein an CA San Lorenzo de Almagro, für die Saison 2016/17 an Millonarios FC und für die Saison 2017/18 an den Zweitligisten Boluspor. Für die Saison 2018 wechselte er zu América de Cali. Sein im Juni 2020 auslaufender Vertrag wurde nicht verlängert und Franco schloss sich Club Blooming aus Bolivien an. Nach einem Jahr im Nachbarland kehrte er nach Kolumbien zurück, wo er für Fortaleza FC aus der Categoría Primera B auflief. Seit Anfang 2023 spielt er für Alianza Petrolera in der Categoría Primera A.

### Nationalmannschaft
Pedro Franco gab sein Debüt für die kolumbianische A-Nationalmannschaft am 10. Oktober 2014 im Freundschaftsspiel gegen El Salvador. Kolumbien gewann das Spiel 3:0 und Pedro Franco spielte von Beginn an, bis Jeison Murillo für ihn in der 61. Minute eingewechselt wurde. Nach weiteren Freundschaftsspielen wurde er von Nationaltrainer José Pékerman für die Copa América 2015 nominiert, kam beim Turnier jedoch nicht zum Einsatz.

## Erfolge

### Titel
- Kolumbianischer Meister: 2012-I
- Kolumbianischer Pokalsieger: 2011
- Turniersieger von Toulon: 2011

### Auszeichnungen
- Bester Spieler der U-20-Fußball-Südamerikameisterschaft 2011